# Šlomo Kar'i
Šlomo Kar'i (hebrejsky שלמה קרעי‎; * 6. dubna 1982 Ramat Gan) je izraelský akademik a politik, od dubna 2019 poslanec Knesetu za Likud. Původním povoláním je účetní a doktor průmyslového inženýrství a managementu. Přednášel na Bar-Ilanově univerzitě. Od 29. prosince 2022 působí jako ministr komunikací v šesté vládě Benjamina Netanjahua.

## Životopis
Narodil se v Ramat Gan jako prvorozené dítě. Vyrůstal spolu se třemi bratry, třinácti sestrami a dvěma pěstouny. Jeho matka Mazal a otec, rabín David Kar'i, se přistěhovali z tuniské Džerby. Když mu byly čtyři roky, přestěhovala se jeho rodina do mošavu Zimrat v severozápadní části Negevu, protože jeho otec byl jmenován rabínem tohoto mošavu. Později jeho otec založil vzdělávací zařízení Ohel Moše v oblastní radě Sdot Negev.
V jedenácti letech začal studoval na ješivě Kise rachamim. Po absolvování ješivy Ketana přešel na ješivu Merkaz ha-rav a poté absolvoval maturitu na Lev Academic Center. Sloužil v praporu Necach Jehuda.
Po propuštění z Izraelských obranných sil vystudoval bakalářský obor manažerské účetnictví a informační systémy na Lev Academic Center a po dostudování začal pracovat pro státní podnik v Be'er Ševě. V roce 2011 dokončil magisterské studium na katedře průmyslového inženýrství a managementu na Ben Gurionově univerzitě v Negevu a v roce 2013 zde pod vedením profesora Dvira Šabtaje obhájil doktorskou práci. Jeho výzkum se zabývá oblastmi aplikované matematiky a matematické informatiky. V letech 2012–2019 publikoval 11 vědeckých prací.
V letech 2006–2013 působil jako odborný asistent na katedře průmyslového managementu na Sapir Academic College. Současně v letech 2009–2014 přednášel na katedře průmyslového inženýrství a managementu na Ben Gurionově univerzitě v Negevu. V roce 2014 byl jmenován stálým lektorem na katedře managementu na Bar-Ilanově univerzitě.

## Politická kariéra
Před volbami v dubnu 2019 se umístil na 25. místě kandidátky Likudu a byl zvolen do Knesetu. V prvním týdnu svého působení v Knesetu vystoupil proti legislativě, v jejímž rámci bylo během jednoho dne předloženo více než 900 návrhů zákonů.
Před volbami v září 2019, stejně jako před volbami v roce 2020, byla kandidátka téměř zcela zachován, umístil se na 27. místě a byl zvolen do Knesetu.
Před volbami v roce 2021 se umístil na 24. místě kandidátky. Před volbami v roce 2022 kandidoval v primárkách Likudu a získal 13. místo. V prosinci 2022 byl jmenován ministrem komunikací v šesté vláda Benjamina Netanjahua.
V lednu 2025 jako jediný člen vlády chyběl na jednání vlády, na kterém se hlasovalo o přijetí dohody o příměří s Hamásem.
V lednu 2025 komentoval spor svého stranického kolegy, ministra spravedlnosti, Jariva Levina s Nejvyšším soudem Izraele. Levin přes rok odmítal jmenovat předsedou soudu soudce Jicchaka Amita. I přesto, že Nejvyšší soud několikrát rozhodl o tom, že ministr spravedlnosti musí výběr předsedy umožnit, Levin to odmítal. Nejzazší termín dostal na konci ledna 2025. V té době se Kar'i nechal v této souvislosti šlyšet, že „diktatura je zde“. Odkazoval tak na dřívější Levinova vyjádření o „diktatuře soudců“.

### Zásahy do médií
Poté, co izraelský podnikatel a vydavatel deníku Ha'arec Amos Schocken v říjnu 2024 prohlásil, že izraelský stát uplatňuje na Palestince „krutý režim apartheidu“ a „palestinské bojovníky za svobodu označuje za teroristy“, vyvolal kritiku některých ministrů vlády. Ministerstva školství, vnitra a diaspory následně ohlásila, že s deníkem přestanou mediálně spolupracovat. Šlomo Kar'i, coby ministr komunikací, navrhl vládě celkové ukončení spolupráce s deníkem a jeho bojkot. V listopadu vláda bojkot deníku Ha'arec schválila. Ten se nemá týkat poskytování informací, ale také zákazu zadávat v deníku placenou inzerci. Vůdce opozice, Ja'ir Lapid, následně svolal do Knesetu konferenci o svobodě tisku. Té se účastnili také zástupci izraelských médií. Lapid obvinil vládu, že se snaží umlčet své kritiky.
Vláda rovněž v listopadu 2024 podpořila zákon umožňující rychlou privatizaci veřejnoprávní Izraelské vysílací společnosti (KAN). Návrh odsoudila opozice a řada médií včetně Foreign Press Association (FPA). Zákon prošel Knesetem (schváleno 49 hlasy pro, 46 proti). Zákon připravil poslanec Likudu Tally Gotliv. Šlomo Kar'i oznámil, že „není potřeba, aby veřejnost financovala vysílání, protože na trhu existuje dostatek soukromých stanic“. FPA také připomenula, že již dříve izraelská vláda zakázala vysílání Al-Džazíry a nyní útočí na izraelská média.
Vláda si v říjnu 2024 v Knesetu schválila také věcný záměr zákona, který jí má předat dohled nad údaji o sledovanosti vysílání. Návrh zákona předložil poslanec Šalom Danino (Likud). Televizní společnosti tak nově budou mít povinnost poskytovat státní agentuře strukturovaná data o sledovanosti. Proti návrhu se vymezila generální prokurátorka Gali Baharavová-Miaraová, podle které by šlo o porušení svobody tisku a základních ústavních práv. Šlomo Kar'i uvedl, že legislativu řídí vláda, nikoliv prokuratura.

## Osobní život
Je ženatý s Efrat, učitelkou na základní škole v mošavu Bejt ha-Gadi, a mají spolu sedm dětí. V minulosti žili v Be'er Ševě a od roku 2021 žijí v Zimrat.